# Abecadło mordercy
Abecadło mordercy (ang. The Alphabet Killer) – amerykański thriller z 2008 roku w reżyserii Roba Schmidta, wyprodukowany przez wytwórnię Anchor Bay Entertainment. Film powstał na podstawie wydarzeń, jakie rozegrały się w okolicach Rochester w Nowym Jorku w latach 1971–1973 za sprawą niezidentyfikowanego seryjnego mordercy.

## Fabuła
W Rochester zaczyna dochodzić do serii krwawych morderstw. Ofiarami padają kobiety, które są porywane i mordowane w najokrutniejszy sposób. Detektyw Megan Paige (Eliza Dushku) postanawia zrobić wszystko, aby odnaleźć zabójcę. Kobieta tak się angażuje w sprawę, że zaczyna mieć wizje z ofiarami w roli głównej. Policjantka Megan zauważa, że imiona zamordowanych dziewcząt i nazwa miejsca, w którym zostają znalezione ciała, zaczynają się na te same litery alfabetu. Gdy zdanie policjantki zaczyna się liczyć w śledztwie, samopoczucie detektyw Megan niespodziewanie ulega pogorszeniu.

## Obsada
- Eliza Dushku jako Megan Paige
- Martin Donovan jako Jim Walsh
- Cary Elwes jako Kenneth Shine
- Andrew Fiscella jako Len Schafer
- Timothy Hutton jako Richard Ledge
- Michael Ironside jako Nathan Norcoss
- Melissa Leo jako Kathy Walsh
- Carl Lumbly jako doktor Ellis Parks
- Tom Malloy jako Steven Harper
- Bill Moseley jako Carl Tanner

## Odbiór

### Krytyka
Film Abecadło mordercy spotkał się z negatywną reakcją krytyków. W serwisie Rotten Tomatoes 13% z ośmiu recenzji filmu jest pozytywne (średnia ocen wyniosła 4,69 na 10).